# Объединённое демократическое движение
Объединённое демократическое движение (UDM, англ. United Democratic Movement) — левоцентристская, социал-демократическая политическая партия ЮАР.
Её основателями и лидерами были:
1. бывший видный деятель Национальной партии Рулф Майер (который в 2006 г. покинул ОДД и перешёл в АНК, где ему предложили должность),
2. генерал Банту Холомиса, бывший деятель Африканского национального конгресса и глава бантустана Транскей,
3. бывший член Исполнительного Комитета АНК Джон Тейлор.

Партия стоит на анти-сепаратистской платформе, поддерживает идеологию мультикультурализма и индивидуализма, подкреплённых сильными моральными основами, как в социальной сфере, так и в экономике.
Наряду с гораздо более крупным и влиятельным Демократическим Альянсом и другими мелкими партиями ОДД в настоящее время входит в состав правящих коалиций муниципалитета Залив Нельсона Манделы и Йоханнесбурга.